# Burg Zähringen (Gundelfingen)

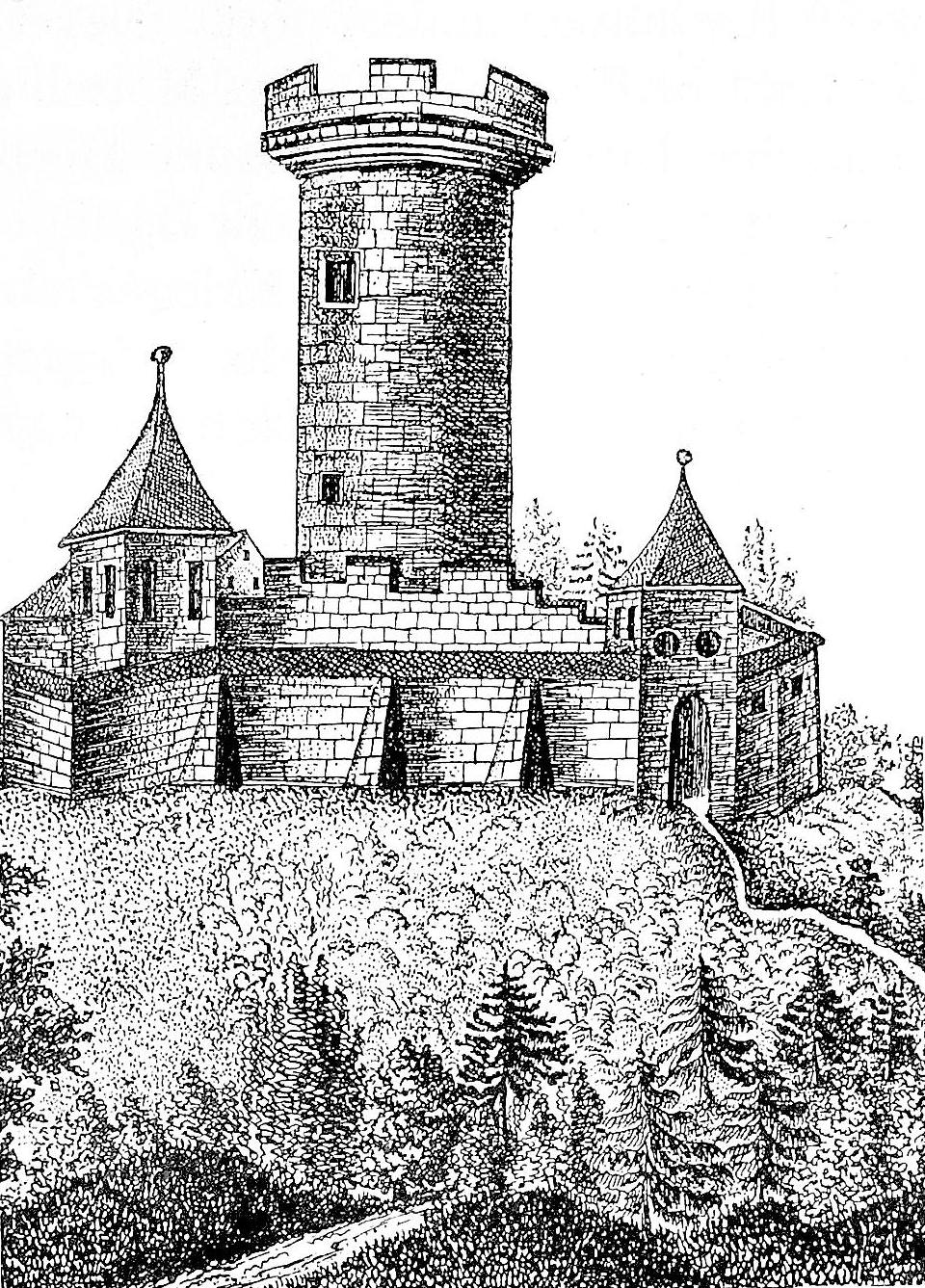
Die Zähringer Burg um 1500

Die Burg Zähringen ist die Ruine einer Höhenburg auf einem Ausläufer des Roßkopfs 478,3 m ü. NN bei Gundelfingen im Landkreis Breisgau-Hochschwarzwald in Baden-Württemberg. Sie ist Namensgeberin des Adelsgeschlechts der Zähringer und liegt auf der Gemarkung des Gundelfinger Ortsteils Wildtal oberhalb von Freiburg-Zähringen.

## Geschichte
Bereits aus der neolithischen Michelsberger Kultur finden sich Siedlungsspuren auf dem Zähringer Burgberg, gefolgt von Kelten der Hallstattzeit, die den Gipfel durch eine Holz-Erde-Konstruktion befestigt hatten, und der Latènezeit etwa ab dem 7. Jh. v. Chr. Im 4./5. nachchristlichen Jahrhundert bestand dann eine alamannische Höhensiedlung, möglicherweise in Zusammenhang mit einem alamannischen Kleinkönig, für die der Burgberg großflächig planiert worden war.
Erste Erwähnungen des Ortsnamens Zähringen datieren von kurz nach dem Jahr 1000, es ist allerdings nicht klar, ob damit bereits eine Befestigung oder der heutige Freiburger Stadtteil Zähringen gemeint ist. Die erste sichere Erwähnung der Burg Zähringen erfolgte im Jahr 1128, als eine Urkunde im Rotulus Sanpetrinus apud castrum Zaringen ausgestellt wurde. Bauherr vor 1100 war Graf Berthold II., dessen Vater Berthold I. mit dem Bart sich noch „Markgraf von Lintburg“ (nach der um 1050 erbauten Burg Limburg) genannt hatte. Berthold II. nannte sich nach seiner neuen Burg nunmehr „Graf von Zähringen“ bzw. ab 1097 „Herzog von Zähringen“ und gab damit dem Herrscherhaus der Zähringer seinen Namen. 1091 begann er aber bereits mit dem Bau der Burg Freiburg auf dem Schlossberg, da deren Lage aus militärischer und handelsstrategischer Sicht vorteilhafter erschien. 1146 wurde Burg Zähringen vom späteren Kaiser Barbarossa eingenommen.
Nach dem Aussterben der Zähringer 1218 zog Kaiser Friedrich II. die Zähringer Burg als Reichslehen ein. Zwischen 1246 und 1250 wurde die Burganlage durch Graf Konrad I. von Freiburg eingenommen und zerstört. Im Jahr 1278 erlitt die Burg bei Besitzstreitigkeiten zwischen dem Reich und den Grafen von Freiburg sowie der Stadt Freiburg erneut Zerstörungen, nach 1281 erfolgte der Wiederaufbau im Auftrag Rudolfs I. von Habsburg. Ende des 13. Jahrhunderts ging die Burg als Reichspfandschaft zunächst an die Grafen von Spitzenberg und 1296 schließlich an die Grafen von Freiburg.
1327 wurde die Burg von den Freiburger Grafen für 303 Mark Silber an den Ritter Schnewlin Berenlapp verkauft, im 15. Jahrhundert wurde sie Ganerbenburg. 1422 erwarb der Badische Markgraf Bernhard I. ein Viertel der Anlage, spätere Teilhaber waren unter anderem Konrad Stürtzel von Buchheim und die Blumenecker. 1815 ging die bereits im Bauernkrieg 1525 endgültig zerstörte Burg vollständig in den Besitz des Hauses Baden über.
Seit 1851 feiert die Freiburger Burschenschaft Teutonia ihr Stiftungsfest auf der Zähringer Burg.
Heute ist die Burganlage im Besitz der Stadt Freiburg; sie ist als Ruine mit einem 18 Meter hohen zinnengekrönten Rundturm aus dem 13. Jahrhundert mit Aussichtsplattform erhalten.